# SimTown
SimTown é um jogo criado pelo Maxis em 1995. Seu principal objetivo é similar ao de SimCity, construir e gerenciar uma cidade. Por ser um jogo direcionado ao público infantil, em SimTown o ambiente de desenvolvimento da cidade é muito mais simples de se mexer.
SimTown é indicado para a faixa etária de 6-10 anos.
SimTown funciona nos sistemas operacionais Windows da versão 95 à versão NT 3.5 e no Macintosh desde a versão System 6 à versão Mac OS 9.